# Aubert von Avranches

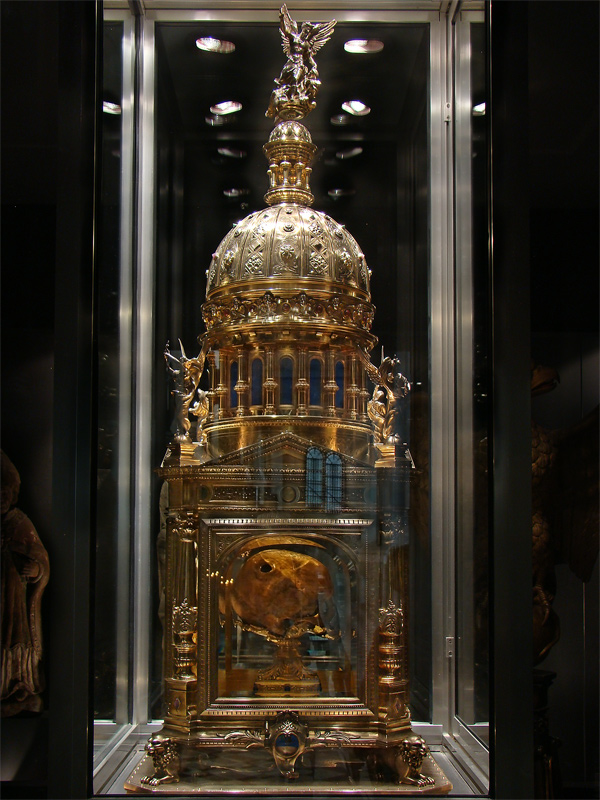
Reliquie von Aubert in der Basilika St-Gervais-et-St-Protais in Avranches.

Autbert oder Aubert von Avranches († 18. Juni 725 in Avranches, Normandie) war Bischof von Avranches und Gründer der Abtei Mont-Saint-Michel.

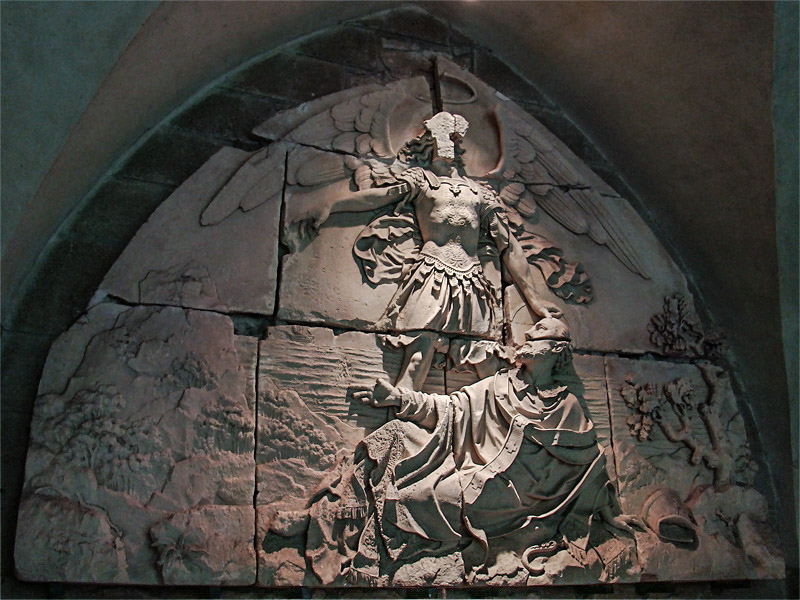
Künstlerische Darstellung der Erscheinung des Erzengels Michael.

Aubert zog sich wiederholt auf die felsige Gezeiteninsel zurück, auf der seit dem 6. Jahrhundert zwei Einsiedeleien bestanden. Nach der Legende erschien ihm im Jahr 708 in einer Vision der Erzengel Michael und forderte ihn auf, auf der Felseninsel eine Kapelle zu bauen. Als Aubert darauf nicht achtete, sei der Engel ihm wieder erschienen und habe ihm diesmal den Finger in seinen Schädel gebohrt. Nach der dritten Erscheinung wurde der Bau begonnen und am 16. Oktober 709 eingeweiht. Dazu beschaffte Aubert Reliquien des Erzengels aus Monte Sant’Angelo und besetzte die Kirche mit zwölf Kanonikern.
Nach seinem Tod wurde Aubert auf seinen Wunsch in der Kapelle auf Mont-Saint-Michel bestattet. 1012 wurden seine Gebeine aufgefunden, in einem neuen Schrein beigesetzt und der Kopf gesondert verwahrt. Während der Französischen Revolution wurden die Reliquien geplündert und zerstreut. Ein durchbohrter Schädel befindet sich heute als Reliquie in der Kirche St-Gervais-et-St-Protais in Avranches. Er galt lange Zeit als prähistorisches Zeugnis einer Trepanation. Im Jahre 2006 wurde durch den Paläopathologen Pierre L. Thillaud, nachgewiesen, dass es sich um eine Epidermoidzyste gehandelt hat.

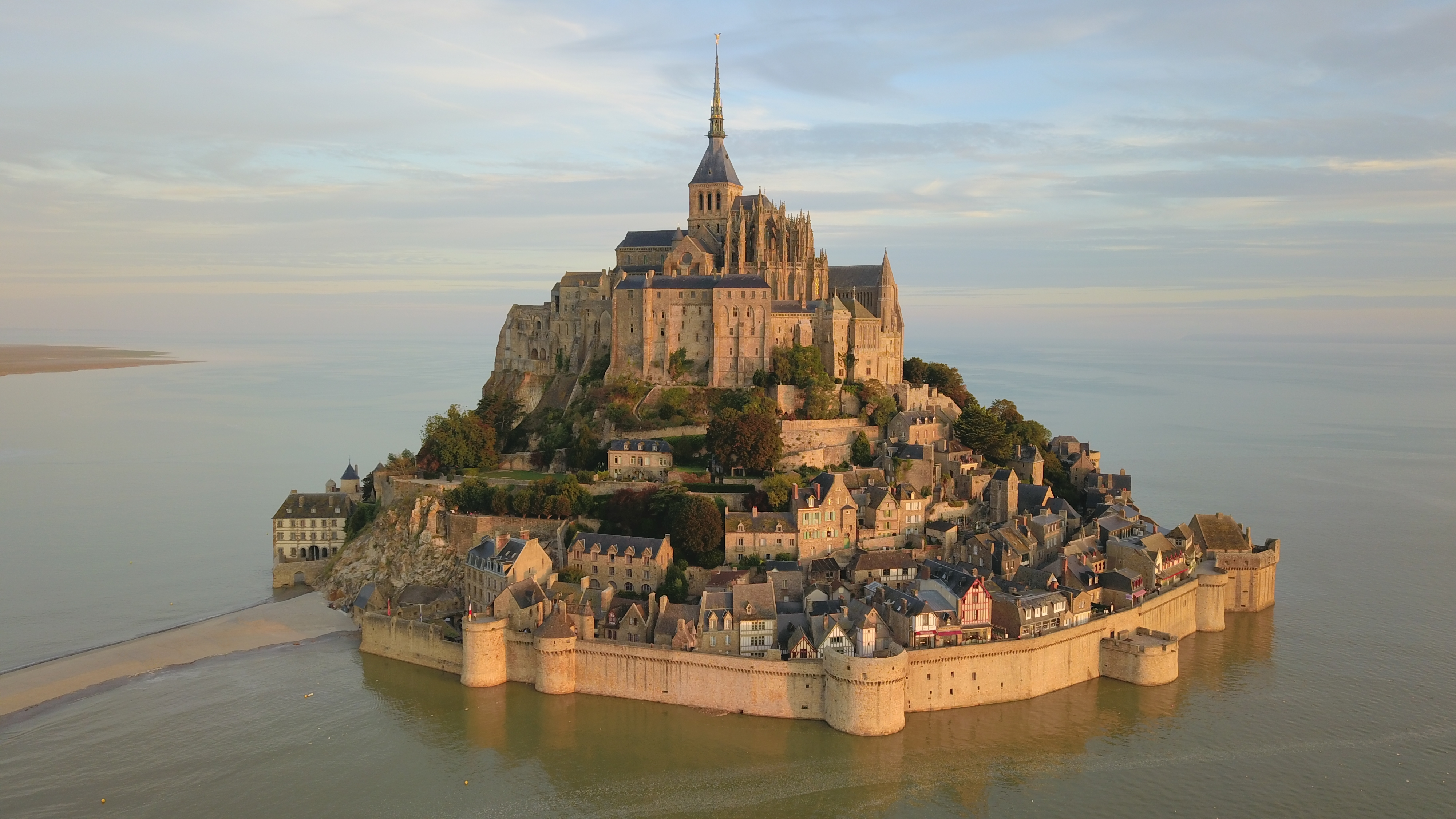
Mont-Saint-Michel, gegründet von Aubert

Aubert gilt in der römisch-katholischen Kirche als Heiliger. Sein Gedenktag ist der 10. September. Der Brunnen Saint-Aubert in Mont-Saint-Michel trägt seinen Namen.